# Epicauta prosopidis
Epicauta prosopidis is een keversoort uit de familie van oliekevers (Meloidae). De wetenschappelijke naam van de soort is voor het eerst geldig gepubliceerd in 1973 door Werner.